# Christen Press
Christen Annemarie Press  (* 29. Dezember 1988 in Los Angeles) ist eine US-amerikanische Fußballspielerin, die von 2020 bis 2021 bei Manchester United WFC unter Vertrag stand. Seit Anfang 2013 läuft sie auch für die US-amerikanische Nationalmannschaft auf, mit der sie 2015 und 2019 den WM-Titel gewann.

## Leben und Karriere
Christen ist die Tochter von Cody und Stacy Press und begann im Alter von fünf Jahren mit dem Fußballspielen. Mit den Chadwick Dolphins gewann sie zwei Titel der „Southern Section Division IV“. Während ihrer Highschool-Zeit erzielte sie 128 Tore, davon allein 38 in ihrem ersten Jahr. In dieser Zeit wurde sie zweimals als „Southern Section Division IV Offensive Player of the Year“ and viermal als „Prep League Offensive MVP“ ausgezeichnet. Sie spielte zudem für den Verein Slammers FC und wurde mit dem goldenen Schuh für die meisten Tore im „US Youth Soccer Association national championship tournament“ ausgezeichnet.

### Vereinskarriere
Press wurde zur Saison 2011 für die Washington Freedom gedraftet, die nach Besitzer- und Namenswechsel als magicJack in der WPS spielten. Am 30. Juli 2011 erzielte sie in einem Spiel gegen die Boston Breakers drei Tore und wurde dafür als „Rookie of the Year“ ausgezeichnet, da dies zuvor keiner Anfängerin gelungen war. Mit ihrer Mannschaft erreichte sie die Playoffs, in denen sie im Halbfinale an den Philadelphia Independence scheiterte.
Nach dem Ende der WPS im Jahr 2012 wechselte sie in die schwedische Damallsvenskan zu Kopparbergs/Göteborg FC und kam erstmals im Viertelfinale der UEFA Women’s Champions League 2011/12 gegen Arsenal Ladies FC zum Einsatz. Mit 17 Toren belegte sie den zweiten Platz in der Saison-Torschützenliste, hinter der deutschen Nationalspielerin Anja Mittag. Die Saison schloss die Mannschaft als Tabellenvierter ab und gewann den schwedischen Pokal, wobei Press das 1:0 erzielte (Endstand 2:1).
Zur Saison 2013 wechselte sie zum Meister Tyresö FF, mit dem sie die Vizemeisterschaft errang und mit 23 Toren als erste US-Amerikanerin Torschützenkönigin wurde. In der darauffolgenden Saison erreichte sie mit Tyresö das Finale um die Champions League, das jedoch mit 3:4 gegen den Titelverteidiger VfL Wolfsburg verloren ging. Kurz darauf wechselte Press in ihre Heimat zu den Chicago Red Stars, mit denen sie am Saisonende die Play-offs aufgrund des direkten Vergleichs gegen die punktgleichen Washington Spirit knapp verpasste. 2015 wurde sie in der regulären Saison Zweite, verloren dann aber im Halbfinale der NWSL Championship Play-offs gegen den Dritten FC Kansas City mit 0:3. Mit 10 Toren war sie beste Torschützin ihres Teams und wurde für die Wahl des Most Valuable Player nominiert. 2016 wurden sie Dritte und verloren dann das Halbfinale gegen Washington Spirit mit 1:2 nach Verlängerung, wobei sie durch ihr zwischenzeitliches Ausgleichstor für die Verlängerung gesorgt hatte. Mit neun Toren (davon acht in der regulären Saison) war sie wieder beste Torschützin der Red Stars. Auch 2017 war sie, mit diesmal elf Toren wieder beste Torschützin der Mannschaft. Als Vierte erreichten sie erneut das Halbfinale, verloren dieses aber mit 0:1 gegen North Carolina Courage.
Vor der Saison 2018 wurde sie von Chicago zum Ligakonkurrenten Houston Dash getradet. Press weigerte sich jedoch, für Houston zu spielen und kehrte daher Ende März 2018 zum Kopparbergs/Göteborg FC zurück. Im Juni 2018 einigten sich Houston und der Utah Royals FC auf einen Transfer Press. Mit den Royals verpasste sie als Fünfte und Sechste der regulären Saison jeweils knapp die NWSL Championship Play-offs. Dort konnte sie in 25 Spielen insgesamt zehn Tore erzielen.
Im September 2020 wechselte die US-amerikanische Nationalspielern neben ihrer Teamkollegin Tobin Heath zu Manchester United WFC. Dort unterschrieb sie einen Vertrag bis zum Ende der Saison 2020/21.
Seit 2022 spielt sie für das neue NWSL-Team Angel City FC. Im achten Spiel zog sie sich einen Kreuzbandriss zu, so dass sie für den Rest der Saison und auch die Saison 2023 ausfiel. Es folgten vier Operationen.

### Nationalmannschaftskarriere

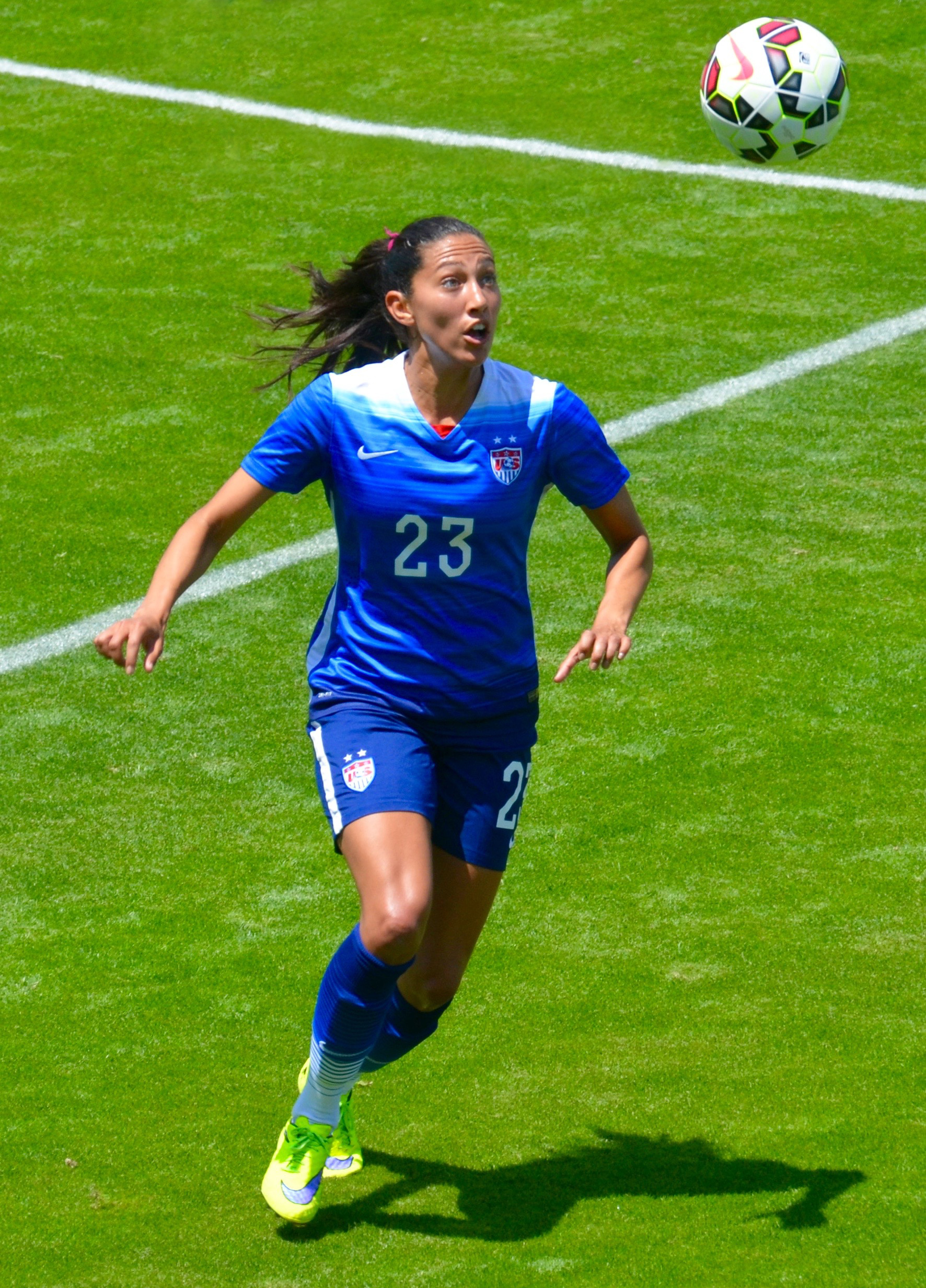
Press bei einem Testspiel der USA im Mai 2015

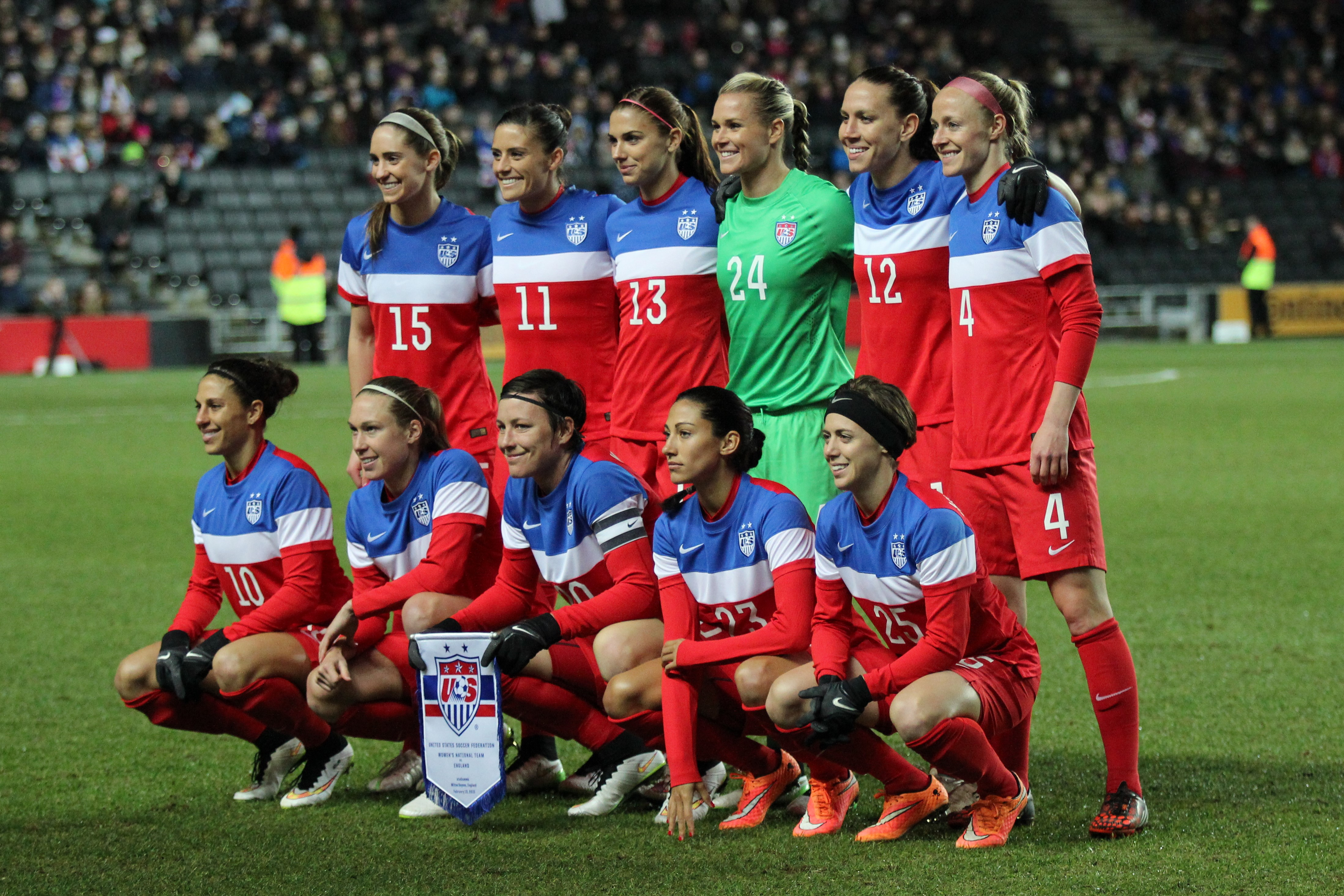
Press (Nr. 23) mit der US-Nationalmannschaft vor dem Spiel gegen England am 13. Februar 2015

Press spielte für die U-20- und U-23-Mannschaften der USA, nahm aber an keiner WM teil. 2012 gehörte sie zum erweiterten Kader der A-Nationalmannschaft für die Olympischen Spiele in London, kam aber nicht zum Einsatz.
Ihren ersten Einsatz für die A-Mannschaft hatte sie im ersten Spiel unter dem neuen Nationaltrainer Tom Sermanni gegen sein Heimatland Schottland am 9. Februar 2013, wobei ihr die ersten beiden Tore zum 4:1-Erfolg gelangen. Als dritte US-Spielerin erzielte sie damit zwei Tore bei ihrem Debüt. Auch in den folgenden drei Spielen wurde sie jeweils eingesetzt, wobei ihr zwei weitere Tore gelangen, womit sie die fünfte US-Spielerin ist, der vier Tore in den ersten vier Spielen gelangen. Am 18. Dezember 2014 erzielte sie beim 7:0 gegen Argentinien vier Tore.
Im Finale des Algarve-Cup 2015 gegen Frankreich erzielte sie mit ihrem 20. Länderspieltor den 2:0-Endstand.
Sie gehörte auch zum Kader der USA für die WM 2015 in Kanada. Im ersten Gruppenspiel gegen Australien gelang ihr mit dem 2:1 das 100. WM-Tor für die USA. Auch im zweiten Gruppenspiel gegen Schweden stand sie in der Startelf, wurde aber in der 67. Minute durch Abby Wambach ersetzt. Danach wurde sie nur noch zweimal eingewechselt: im Achtelfinale gegen Kolumbien und im Viertelfinale gegen China. Durch das 5:2 ihrer Mannschaft im Finale gegen Japan wurde sie erstmals Weltmeisterin.
Sie gehörte ebenfalls zum Kader für das Qualifikationsturnier für die Olympischen Sommerspiele 2016, das die USA gewannen. Dabei wurde sie in allen fünf Spielen eingesetzt und erzielte im Turnier zwei Tore, stand aber nur beim 10:0 im letzten Gruppenspiel gegen Puerto Rico als einige Stammspielerinnen geschont wurden in der Startelf. Beim olympischen Turnier kam sie in allen Spielen zum Einsatz, spielte aber nur beim 2:2 gegen Kolumbien über 90 Minuten. In den anderen Spielen kam sie auf zusammen 30 Spielminuten. Ihre Mannschaft scheiterte bereits im Viertelfinale durch Elfmeterschießen an den von ihrer früheren Nationaltrainerin Pia Sundhage trainierten Schwedinnen, so dass die USA erstmals nicht das Finale erreichten. Sie wurde zwar in allen 25 Spielen des Jahres eingesetzt, stand aber nur neunmal in der Startelf und erzielte 12 Tore. Auch 2017 wurde sie in allen 16 Spielen eingesetzt, dabei achtmal in der Startelf.
2018 wurde sie nur in der Hälfte der Spiele eingesetzt, gewann aber mit dem Team den SheBelieves Cup 2018, das Tournament of Nations 2018 und den CONCACAF Women’s Gold Cup 2018. Am 12. Juni 2018 macht sie beim 2:1-Sieg gegen China ihr 100. Länderspiel, wobei sie zu beiden Toren ihrer Mitspielerinnen die Vorlage gab.
Am 1. Mai 2019 wurde sie für die WM 2019 nominiert. Sie war zuvor in den sieben Länderspielen des Jahres eingesetzt worden. Bei der WM gehörte sie zu den vier Spielerinnen des Kaders, die in allen sieben Spielen eingesetzt wurden. Sie stand aber nur im zweiten Gruppenspiel gegen Chile, als die meisten Stammspielerinnen nicht eingesetzt wurden, und im Halbfinale gegen England, als Megan Rapinoe verletzungsbedingt geschont wurde, in der Startelf und erzielte gegen die Engländerinnen in der 10. Minute das Tor zur 1:0-Führung (Endstand 2:1). In den anderen fünf Spielen wurde sie jeweils eingewechselt, in den Gruppenspielen nach ca. einer Stunde, in den K.-o.-Spielen in den Schlussminuten bzw. der Nachspielzeit.
Am 7. November 2019 erzielte sie beim 3:2-Sieg im Freundschaftsspiel gegen Schweden ihr 50. Länderspieltor.
Am 23. Juni 2021 wurde sie für die wegen der COVID-19-Pandemie um ein Jahr verschobenen Olympischen Spiele nominiert. Bei den Spielen wurde sie in allen sechs Spielen eingesetzt, dabei aber dreimal ein- und zweimal ausgewechselt. Das erste Gruppenspiel gegen Schweden, das nach 44 Spielen ohne Niederlage mit 0:3 verloren wurde, war das einzige Turnierspiel, das sie über die volle Spielzeit bestritt. Im zweiten Spiel gegen Neuseeland, das 6:1 gewonnen wurde, wurde sie nach 68 Minuten beim Stand von 3:0 eingewechselt, erzielte 12 Minuten später das Tor zum 4:1-Zwischenstand und bereitete weitere acht Minuten später das nächste Tor vor. Beim anschließenden torlosen Remis gegen Australien wurde sie dagegen nach 74 Minuten ausgewechselt. Im Viertelfinale gegen Europameister Niederlande kam sie in der 57. Minute beim Stand von 2:2 von der Bank. Da es nach 120 Minuten immer noch 2:2 stand, kam es zum Elfmeterschießen. Da sie und drei ihrer Mitspielerinnen ihren Elfmeter verwandelten und ihre Torhüterin zwei Elfmeter halten konnte, erreichten sie das Halbfinale. Hier wurde sie nach einer Stunde beim Stand von 0:0 eingewechselt, verlor das Spiel mit ihrer Mannschaft mit 0:1 gegen die Kanadierinnen, die damit erstmals in ein großes Finale einzogen. Im Spiel um die Bronzemedaille gegen Australien, das mit 4:3 gewonnen wurde, stand sie in der Startelf und wurde in der 85. Minute ausgewechselt.

## Erfolge
- Gewinn der Fußball-Weltmeisterschaft der Frauen 2015 und 2019
- 2009: Gewinn der Meisterschaft in der W-League (Pali Blues)
- 2012: Schwedische Pokalsiegerin (Kopparbergs/Göteborg FC)
- 2013: Torschützenkönigin der Damallsvenskan
- 2013, 2015: Gewinn des Algarve-Cups
- Sieg beim CONCACAF Women’s Gold Cup 2014 und 2018
- Siegerin des SheBelieves Cup 2016, 2018, 2020 und 2021
- Siegerin des Tournament of Nations 2018
- 2020: Torschützenkönigin des SheBelieves Cup (zusammen mit drei weiteren Spielerinnen)
- Olympische Spiele 2020: Bronzemedaille

## Auszeichnungen
- 2015, 2016, 2017: Wahl in die NWSL Best XI

## Privates
Sie ist mit der ehemaligen US-amerikanische Fußballspielerin Tobin Heath verheiratet.